# Wolfgang Andreßen
Wolfgang Andreßen (* 24. Dezember 1950 in Wurzen, Sachsen) ist ein ehemaliger deutscher Fußballspieler und -trainer. In der höchsten Spielklasse des DDR-Fußballs, der Oberliga, spielte er für die BSG Chemie Leipzig und den FC Vorwärts, zunächst in Ost-Berlin und dann in Frankfurt/Oder.

## Sportliche Laufbahn
Andreßen hat 210 Punktspiele in der DDR-Oberliga bestritten, davon 199 für den Fußballclub der Armeesportvereinigung Vorwärts und elf für die BSG Chemie Leipzig. Der schnelle Außenverteidiger galt schon als Jugendspieler als außerordentlich talentiert und hätte nach den Normen des DFV eigentlich zum 1. FC Lok Leipzig wechseln müssen. Dazu kam es aber nicht, weil Manfred Walter, Kapitän der Meistermannschaft von Chemie Leipzig, ihm nahelegte, dass ein Wurzener auf jeden Fall zu Chemie Leipzig zu wechseln habe. Walter war es aber auch, der ihm nahelegte, nach seiner Einberufung, nach Berlin zum FC Vorwärts zu gehen, weil er dort einfach bessere Möglichkeiten hätte, sein Talent zu entfalten.
In der höchsten Spielklasse des DDR-Fußballs debütierte er im April 1969. Die Partie am 22. Spieltag gegen den FC Hansa Rostock, ein 1:1 vor heimischer Kulisse, blieb im Spieljahr 1968/69 sein einziger Saisoneinsatz. 1969/70 durfte er fünf Partien absolvieren, bevor im November 1969 seine Dienstzeit bei der Nationalen Volksarmee begann. Dort spielte er zunächst bei der ASG Vorwärts Meiningen, bis er mit einem Wechsel zum FC Vorwärts Berlin wieder in die Oberliga zurückkehrte.
Der Linksverteidiger, wechselweise auch im defensiven Mittelfeld aufgeboten, spielte sich mit konstant guten Leistungen beim FC Vorwärts rasch ins Blickfeld der DFV-Auswahltrainer. Für die DDR-Nachwuchsnationalelf absolvierte er insgesamt sechs U-23-Länderspiele. Seine Mitspieler in dieser Zeit waren unter anderem Konrad Weise (FC Carl Zeiss Jena), Reinhard Häfner (Dynamo Dresden), Joachim Streich (FC Hansa Rostock), Joachim Fritsche (1. FC Lok Leipzig) und Manfred Zapf (1. FC Magdeburg). Allesamt Akteure, die künftig im DDR-Fußball eine dominierende Rolle spielen sollten.
Dass Andreßen ohne A-Länderspiel blieb, lag zum einen an der starken Konkurrenz auf dieser Position, Auswahltrainer Georg Buschner vertraute Spielern, wie Gerd Kische (Rostock) oder Siegmar Wätzlich (Dynamo Dresden). Dennoch spielte Andreßen auch international, im Europapokal. 1970/71 trat der FC Vorwärts Berlin im Europapokal der Pokalsieger gegen den FC Bologna und Benfica Lissabon an und scheiterte im Viertelfinale am PSV Eindhoven. Andreßen war in vier der sechs Partien dabei. 1974/75 war Juventus Turin im UEFA-Pokal der Gegner, gegen den die inzwischen nach Frankfurt/Oder delegierte Armee-Elf allerdings schon in der ersten Runde (2:1, 0:3) ausschied.
Andreßen machte auch auf sich aufmerksam, als er zwischen 1971 und 1977 insgesamt 146 Oberligaspiele am Stück absolvierte. 1978 musste er mit dem sechsfachen DDR-Meister in die zweitklassigen Liga absteigen, aber den Oderstädtern gelang im Folgejahr der sofortige Wiederaufstieg ins Oberhaus. 1980 wurde er beim FCV in die Nachwuchsoberligamannschaft zurückgestuft und im Sommer darauf kehrte er nach Leipzig in die Liga zurück. Bei der BSG Chemie Leipzig ließ er seine Laufbahn ausklingen, wobei er im Frühjahr 1983 noch einmal mit den Leutzschern den Sprung in die höchsten Spielklasse der DDR schaffte und dort fünf weitere Partien 1983/84 bestritt, bevor er im Anschluss als Trainer arbeitete.

## Trainerlaufbahn
Im September 1983 wurde Andreßen Trainer der Jugendmannschaft von Chemie Leipzig, mit der er 1984/85 in der Juniorenoberliga vertreten war. 1985 bis 1987 trainierte er die 2. Mannschaft von Chemie Leipzig. 1987 bis 1989 war er Cheftrainer der BSG Chemie Velten. Hier wurde er Bezirksmeister in Potsdam und stieg in die zweithöchste Spielklasse, die Liga, auf. Seine Trainerstationen in der Bundesrepublik waren Teutonia Lippstadt und SpVg Beckum sowie andere unterklassige Vereine.

## Weiterer Werdegang
Andreßen ist seit 1970 verheiratet. Er absolvierte von 1972 bis 1977 ein Studium als Ingenieurökonom für Betriebswirtschaft. Dem schloss sich im Jahr 1987 ein einjähriges Studium an der Pädagogischen Hochschule in Leipzig an. Im Juni 1989 versuchte Andreßen mit seiner Frau Christina und seinem Sohn erstmals, über Ungarn in die Bundesrepublik zu flüchten, wurde jedoch beim Grenzübertritt festgenommen und für einen Tag in Arrest gehalten. Anfang Oktober 1989 versuchte er es mit seiner Familie erneut und war erfolgreich. Seitdem wohnt die Familie im westfälischen Beckum. Hier setzte er seine Tätigkeit als Trainer fort. Andreßen arbeitete neben seiner Trainertätigkeit von 1991 bis 2016 als Betriebswirt, seit 2001 als Reklamationsmanager, in einer Maschinenfabrik in Beckum.